# Rabenhof Ellwangen
Der Rabenhof Ellwangen ist ein Gutshof aus dem 14. Jahrhundert in Ellwangen (Jagst) im Ostalbkreis in Baden-Württemberg. Heute befindet sich dort eine Einrichtung für psychisch Kranke.

## Lage
Der Rabenhof liegt nahe der B 290 etwa dreieinhalb Kilometer nordwestlich der Stadtmitte von Ellwangen.

## Geschichte
Der Rabenhof wurde 1337 erstmals urkundlich erwähnt. Über mehr als 500 Jahre wurde er als Hofgut landwirtschaftlich betrieben. Im August 1895 erwarb die Landarmenbehörde für den Jagstkreis das Gut Rabenhof, um dort ab November 1896 eine „Armenbeschäftigungs- und Bewahranstalt“ für zunächst 170 Menschen zu eröffnen mit dem Ziel, „Leuten, welche besonders im Winter landauf und landab keine Beschäftigung und keine Unterkunft finden, zu beherbergen und ihnen Arbeit in der heimeigenen Landwirtschaft zu geben“. Im Jahr 1906 wurde ein Bereich der Einrichtung für geistig Behinderte ausgewiesen. Die Kapazität der Einrichtung stieg auf 190 Plätze an.
Im Zuge der Weltwirtschaftskrise in den 1920er Jahren lebten bis zu 220 Personen in der Einrichtung. Der Bau eines Wohnhauses und eines Wirtschaftsgebäudes brachte nur wenig Abhilfe. Wie aus vielen anderen Behinderteneinrichtungen wurden im Nationalsozialismus auch aus dem Rabenhof im Zuge der Aktion T4 in den Jahren 1940 und 1941 Pfleglinge deportiert; anschließend wurden 30 Personen in Grafeneck auf der Schwäbischen Alb und zwei im hessischen Hadamar ermordet.
Nach dem Zweiten Weltkrieg war der Rabenhof mit älteren Flüchtlingen, Vertriebenen, Sozialrentnern und Kriegsbeschädigten belegt. Ab 1955 wurde die Einrichtung deshalb in „Landesaltersheim“ umbenannt. Die Kapazität stieg auf 230 Betten an.
Im Zuge von Änderungen in der Sozialgesetzgebung wurde der Rabenhof zu einer auf die Betreuung von psychisch Kranken spezialisierten Behinderteneinrichtung umstrukturiert. In den 1970er Jahren wurde ein Wirtschaftsgebäude neu errichtet. 1982 wurden weitere Wohnheime bezogen.
Die Kapazität der Einrichtung wurde inzwischen ausgebaut auf 292 stationäre betreute Wohnplätze für psychisch Behinderte, 38 stationär betreute Wohnplätze für geistig behinderte Senioren, die Betreuung von 50 psychisch behinderten Klienten, die mit ambulanter Unterstützung wohnen, sowie 186 Werkstattplätze für Behinderte. 
Am Standort Rabenhof wohnen heute 245 Menschen mit Behinderung und es arbeiten 122 Personen in der Werkstatt.  In den dezentralen Angeboten werden 134 Personen in ihrem Wohnraum unterstützt. Die Werkstatt bot 2012 64 Arbeitsplätze dezentral in Zweigwerkstätten, Außenarbeitsgruppen und Außenarbeitsplätzen an.